# Фокс-Коув-Мортьє
Фокс-Коув-Мортьє (англ. Fox Cove-Mortier) — містечко в Канаді, у провінції Ньюфаундленд і Лабрадор.

## Населення
За даними перепису 2016 року, містечко нараховувало 295 осіб, показавши скорочення на 11,4 %, порівняно з 2011 роком. Середня густина населення становила 11,5 осіб/км².
З офіційних мов обома одночасно володіли 5 жителів, тільки англійською — 290.
Працездатне населення становило 56,9 % усього населення, рівень безробіття — 15,2 % (25 % серед чоловіків та 0 % серед жінок). 90,9 % осіб були найманими працівниками, а 0 % — самозайнятими.

## Клімат
Середня річна температура становить 5,3 °C, середня максимальна — 18,9 °C, а середня мінімальна — −9,3 °C. Середня річна кількість опадів — 1479 мм.
| Клімат поселення                              | Клімат поселення | Клімат поселення | Клімат поселення | Клімат поселення | Клімат поселення | Клімат поселення | Клімат поселення | Клімат поселення | Клімат поселення | Клімат поселення | Клімат поселення | Клімат поселення | Клімат поселення |
| Показник                                      | Січ.             | Лют.             | Бер.             | Квіт.            | Трав.            | Черв.            | Лип.             | Серп.            | Вер.             | Жовт.            | Лист.            | Груд.            |                  |
| Середній максимум, °C                         | 0,42             | −0,17            | 2,50             | 6,87             | 11,31            | 15,90            | 18,14            | 18,88            | 15,85            | 11,05            | 6,64             | 2,34             |                  |
| Середня температура, °C                       | −4,15            | −4,73            | −2,07            | 2,30             | 6,75             | 11,31            | 14,95            | 15,69            | 12,65            | 7,85             | 3,43             | −0,86            |                  |
| Середній мінімум, °C                          | −8,71            | −9,32            | −6,62            | −2,28            | 2,19             | 6,75             | 11,76            | 12,50            | 9,46             | 4,66             | 0,24             | −4,05            |                  |
| Норма опадів, мм                              | 128              | 121              | 113              | 119              | 118              | 110              | 104              | 98               | 150              | 150              | 139              | 129              |                  |
| Середньомісячна швидкість вітру, м/с          | 8.85             | 8.12             | 7.55             | 6.62             | 5.65             | 5.13             | 4.88             | 5.08             | 5.85             | 6.81             | 7.78             | 8.45             |                  |
| Середньомісячна сонячна радіація, кДж/м²·день | 3945             | 6705             | 10830            | 14178            | 17590            | 19291            | 18795            | 16133            | 12315            | 7516             | 4287             | 3149             |                  |
| --------------------------------------------- | ---------------- | ---------------- | ---------------- | ---------------- | ---------------- | ---------------- | ---------------- | ---------------- | ---------------- | ---------------- | ---------------- | ---------------- | ---------------- |
| Джерело:                                      |                  |                  |                  |                  |                  |                  |                  |                  |                  |                  |                  |                  |                  |